# Atletismo nos Jogos Pan-Americanos de 1971 - Maratona masculina
A prova da maratona masculina nos Jogos Pan-Americanos de 1971 foi realizada em Cali, Colômbia.

## Medalhistas
| Ouro                             | Prata                  | Bronze                           |
| Frank Shorter USA Estados Unidos | José García MEX México | Hernando Barreneche COL Colômbia |

## Resultados
| Posição           | Nome                | Nacionalidade      | Tempo   | Notas |
| ----------------- | ------------------- | ------------------ | ------- | ----- |
| Medalha de ouro   | Frank Shorter       | USA Estados Unidos | 2:22:40 |       |
| Medalha de prata  | José García         | MEX México         | 2:26:30 |       |
| Medalha de bronze | Hernando Barreneche | COL Colômbia       | 2:27:10 |       |
| 4                 | Alvaro Mejía        | COL Colômbia       | 2:27:59 |       |
| 5                 | Carlos Cuque        | GUA Guatemala      | 2:33:14 |       |
| 6                 | Ron Wallingford     | CAN Canadá         | 2:35:23 |       |
| 7                 | Manuel Chuco        | CUB Cuba           | 2:38:33 |       |
| 8                 | Fernando Molina     | ARG Argentina      | 2:45:57 |       |